# Sylvietta
Sylvietta (Lafresnaye, 1839) è un genere di uccelli passeriformi africani appartenenti alla famiglia Macrosphenidae.

## Descrizione
Sono passeracei di piccola taglia, lunghi 8–12 cm, con colorazione del piumaggio variabile dal grigio al rossastro, con sfumature verdastre o giallastre, e con una coda moto corta.

## Tassonomia
Il genere Sylvietta era in passato attribuito alla famiglia Sylviidae ma recenti studi filogenetici ne hanno suggerito l'inserimento nella famiglia Macrosphenidae, raggruppamento di passeriformi africani che costituisce uno dei cladi basali della superfamiglia Sylvioidea.
Comprende le seguenti specie:
- Sylvietta brachyura Lafresnaye, 1839 – silvietta settentrionale
- Sylvietta whytii Shelley, 1894 – silvietta facciarossa
- Sylvietta philippae Williams, 1955 – silvietta somala beccocorto
- Sylvietta rufescens (Vieillot, 1817) – silvietta beccolungo
- Sylvietta isabellina Elliot, 1897 – silvietta somala beccolungo
- Sylvietta ruficapilla Barboza du Bocage, 1877 – silvietta capirossa
- Sylvietta virens Cassin, 1859 – silvietta verde
- Sylvietta denti Ogilvie-Grant, 1906 – silvietta ventregiallo
- Sylvietta leucophrys Sharpe, 1891 – silvietta dai sopraccigli bianchi